# Eugenio Gómez
Eugenio Gómez (Minas, 1892 - Montevideo, 1973) fue un político uruguayo, perteneciente al Partido Comunista.

## Biografía
El ejercicio de la profesión de peluquero cerca del puerto de Montevideo lo llevó a conocer los ambientes obreros e interiorizarse de sus luchas. Se desempeñó como secretario en la Federación Obrera Portuaria, a la vez que inició en 1913 su militancia en el Partido Socialista.  
En su militancia, con motivo de la revolución de octubre de 1917 en Rusia, Eugenio Gómez y Celestino Mibelli se manifiestan a favor de esta. Diferenciándose del secretario general del partido, Emilio Frugoni, y un grupo de dirigentes, que sostenían que había que esperar mayores definiciones del proceso ruso.
El 2 de febrero de 1918, bajo la dirección de Gómez, en una reunión de obreros marítimos y portuarios, se funda la Federación Obrera Marítima (FOM). Primera vez que la militancia socialista y el movimiento sindical se enlazaban firmemente en el país. Hasta ese entonces los gremios y sindicatos eran de carácter anarquista. 
Eugenio Gómez encabezó la fracción internacionalista que enfrentó a Frugoni dentro del Partido Socialista, en su momento desde el periódico Bandera Roja, en ateneos y en reuniones obreras, promoviendo la idea de adherir a la resolución del séptimo congreso de 1920 de a la III Internacional Comunista, entre ellas que el Partido pase a llamarse Partido Comunista. 
Esto llevó a que Emilio Frugoni y otros dirigentes que no estaban de acuerdo abandonaran el Partido y refundaran el Partido Socialista. Pero desde entonces, Gómez fue el principal dirigente del PCU, al que colocó en una línea rígidamente alineada con la Unión Soviética y con su líder desde 1922, José Stalin. 
Fue elegido diputado por primera vez en 1926, siendo reelecto en 1929, 1932 (legislatura que quedó trunca tras el golpe de Estado de Gabriel Terra en marzo de 1933), 1934 y 1938. En 1942, 1946 y 1950 fue el candidato presidencial de su Partido y en 1954 al Consejo Nacional de Gobierno. 
Los años de su dirigencia como Secretario General fueron marcados por su apego a la Unión Soviética, como cuando decidió nunca informar a la militancia uruguaya de la sangrienta purga a que fueron sometidos los militantes del POUM y los Anarquistas conocida como las Jornadas de Mayo del 37 de la guerra civil española.
También supo desembarazarse de contrincantes internos, con depuraciones de la interna, como hizo con su principal rival en la década del 30, veterano de la guerra civil española, José Lazarraga, iniciado como dirigente sindical y uno de los primeros diputados comunistas del parlamento uruguayo. Lazarraga fue acusado de “bandido trotkista” lográndolo expulsar.
Eugenio Gómez también tuvo una destacada actividad internacional, integró el secretariado sudamericano del Comintern, integró también el pleno del comité ejecutivo de este mismo organismo, participó en la preparación de varios congresos sindicales latinoamericanos y tuvo una importante actividad colaborando con otros partidos de la región.
Sin embargo, Gómez solo actuó como secretario general del Partido Comunista desde su creación hasta 1955. Una fracción del militante comunista Rodney Arismendi separa a Gómez del Partido cuando vuelve de un viaje, por fuera de todo procedimiento orgánico partidario. De esta manera, dentro del PCU termina el período de Gómez y se abre paso el período de liderazgo de Arismendi en el Partido y el movimiento comunista uruguayo, que se movería en consonancia con la realidad internacional, primero marcada por el XX Congreso del PCUS.
Participó en las elecciones de 1962 encabezando un partido llamado Partido de los Trabajadores.

## Obras
1939 - Unidad Nacional contra Herrera y el Fascismo
1941 - Hambre en el Uruguay: la miseria de los salarios en la ciudad y en el campo
1941 - Problemas colombianos: la unidad política
1941 - Unir al pueblo uruguayo: para aplastar al nazi-fascismo
1943 - Por la Unión Nacional: a la solución de los problemas económicos
1945 - Los grandes problemas de la economía nacional
1945 - El pueblo decidirá
1945 - Los intelectuales en el Partido Comunista
1947 - Cómo resolver?...
1948 - Europa. nuevo mundo
1954 - Unidad obrera hacia la Liberación Nacional
1960 - Historia de una traición
1961 - Historia del Partido Comunista del Uruguay (hasta el año 1951)
1970 - Stalin
1971 - Crisis: violencia y guerra (posición de un marxista)